# Tęcza Kielce (akrobatyka sportowa)
Tęcza Kielce – sekcja akrobatyki sportowej działająca w latach 1961–1994 jako jedna z wielu sekcji Tęczy Kielce.
Sekcja akrobatyki sportowej w klubie Tęcza Kielce powstała w 1961 roku. Została założona przez Jana Rutkowskiego, który pełnił również funkcję pierwszego trenera. W 1964, 1965, 1966, 1967 zespół zdobywał tytuły drużynowego mistrza Polski kobiet. 
Największe sukcesy klubu przypadają na lata 80. Trenerem wtedy był Adam Makowski. W 1982 roku zawodniczki Tęczy Kielce – Renata Czajkowska, Justyna Przybysławska i Teresa Korzeniak – sięgnęły po brązowy medal mistrzostw Europy, rozegranych w Londynie. Ta sama trójka rok później w USA w Pucharze Świata zdobyła złoty krążek w układzie dynamicznym i zajęła drugie miejsce w układzie statycznym. Również w 1983 zawodniczki te zwyciężyły w plebiscycie „Słowa Ludu” na najpopularniejszych sportowców województwa kieleckiego.
W 1986 srebrny medal mistrzostw świata, które odbyły się w Rennes, zdobyła para mieszana Tęczy, Teresa Korzeniak i Krzysztof Murawski (układ dynamiczny). W tym samym roku, również we Francji, osiągnęli kolejny sukces – zajęli drugie miejsce w czempionacie Starego Kontynentu. Trzy lata później dwójka kieleckiej drużyny – Dorota Pronobis i Monika Jędrzejczyk – wywalczyła srebrny medal mistrzostw Europy, rozegranych w Rydze. Ta sama para, także w 1989, uplasowała się na trzecim miejscu jednych zawodów Pucharu Świata. Zawodniczki te zwyciężyły również w plebiscycie „Słowa Ludu” na najpopularniejszych sportowców województwa kieleckiego.
Oprócz wyżej wymienionych osiągnięć na arenie międzynarodowej, zawodniczki Tęczy odnosiły również sukcesy w kraju. Mistrzyniami Polski w kategoriach seniorek i juniorek w skokach na ścieżce, układach dwójkowych i piramidach trójkowych były m.in. Ewa Derejska, Dorota Spurek, Zofia Derejska, Bogusława Haber, Helena Pikulska, Mirosława Łuczyńska, Anna Kowalska.
Sekcja akrobatki sportowej zakończyła swoją działalność w 1994 roku.